# 2011년 4월
| 2011년: 1월 · 2월 · 3월 · 4월 · 5월 · 6월 · 7월 · 8월 · 9월 · 10월 · 11월 · 12월 |

| <          | 2011년 4월 | 2011년 4월 | 2011년 4월 | 2011년 4월 | 2011년 4월  | >          |
| 일         | 월         | 화         | 수         | 목         | 금          | 토         |
|            |            |            |            |            | 1 2.28 병술 | 2 29 정해  |
| 3 3.1 무자 | 4 2 기축   | 5 3 경인   | 6 4 신묘   | 7 5 임진   | 8 6 계사    | 9 7 갑오   |
| 10 8 을미  | 11 9 병신  | 12 10 정유 | 13 11 무술 | 14 12 기해 | 15 13 경자  | 16 14 신축 |
| 17 15 임인 | 18 16 계묘 | 19 17 갑진 | 20 18 을사 | 21 19 병오 | 22 20 정미  | 23 21 무신 |
| 24 22 기유 | 25 23 경술 | 26 24 신해 | 27 25 임자 | 28 26 계축 | 29 27 갑인  | 30 28 을묘 |

| 편집하기 |

## 2011년4월 29일
- 영국의 윌리엄 공작이 케이트 미들턴과 혼인을 하였다.

## 2011년4월 28일
- 한나라당 지도부 전원이 상반기 재보궐선거의 결과에 책임을 지고 사퇴했다.

## 2011년4월 27일
- 대한민국 전역에서 상반기 재보궐선거가 있었다. 개표 결과이 선거의 최대 격전 지역이던 성남을과 김해을 국회의원 선거, 강원도 지사 선거에서 여당: 한나라당이 1:2로 패하였다.

## 2011년4월 26일
- 지미 카터 전 미국 대통령이 3일간의 일정으로 조선민주주의인민공화국을 방문하였다.

## 2011년4월 24일
- 오후 5시40분께 경북 성주군 수륜면 신파리 지방도에서 산악회 회원을 태운 관광버스가 추락해, 5명이 사망하고 31명이 중경상을 입었다.

## 2011년4월 20일
- 16세 미만의 청소년이 자정부터 새벽 6시까지 온라인 PC 게임을 하지 못하는 게임 셧다운제가 국회 법제사법위원회 법안심사소위에서 통과되었다.

## 2011년4월 19일
- 플레이 엠 엔터테인먼트 소속 걸그룹 에이핑크가 'seven springs of Apink(타이틀곡: 몰라요)'로 데뷔했다.

## 2011년4월 17일
- 경북 영천에서 구제역이 확인되었다.
- 불가리아 부르가스 도시에서, 민족주의자 폭도들에 의한 타 종교 증오 폭력 범죄가 발생하였다. 폭도들은 왕국회관에서 평화롭게 모임을 갖고 있는 여호와의 증인을 공격, 폭행과 파괴를 자행하였다. 회관 안에는 어린이, 여성, 노인을 포함해 100여 명이 있었으며, 다섯 명이 크게 다쳐 병원에 이송되었다.

## 2011년4월 14일
- 미국 로스앤젤레스 한국교육원과 캘리포니아 대학교 로스앤젤레스가 미국 중ㆍ고등학교 한국어 교사를 길러내기 위한 '한국어 교사 양성과정'설치 양해각서를 체결하였다. 이로써 미국의 대학교에서 최초로 한국어 교사 양성 과정이 설치되게 되었다.

## 2011년4월 13일
- 이집트의 전 대통령 호스니 무바라크와 그의 두 아들이 이집트 검찰에 구속되었다.

## 2011년4월 12일
- 일본 후쿠시마 원전 사고에 대해 체르노빌 원전 사고와 같은 최고 위험 등급인 7단계로 상향조정되었다.(국제 원자력 사고 척도)
- 일본 간토 지방 지바현에서 규모 6.3의 지진이 발생했다. 한편, 일본 원자력안전보안원은 후쿠시마 원전 사태를 국제원자력 사고등급상 최악인 레벨 7로 격상했다.
- 대한민국 농협의 이날 발생한 전산망 장애로 인해 많은 이용자들이 수일간 불편을 겪었다.
- 조반선 와타리 이북 구간이 복구되었다.

## 2011년4월 11일
- 전라북도 김제시의 한 마늘밭에서 발견된 도박 수익금이 110억원 이상인 것으로 확인되었다.

## 2011년4월 8일
- 대한민국에서 지난 2010년 11월말 구제역으로 폐쇄됐던 가축시장이 재개장되었다.

## 2011년4월 7일
- 일본 미야기현에서 23시 30분경 규모 7.4의 강진이 발생하였다.
- 카이스트의 서남표 총장이 대국민 사과문을 발표하였다.

## 2011년4월 5일
- 유엔 자유권규약위원회(UN Human Rights Committee)는 "한국 정부가 양심적 병역거부자들을 대체복무없이 무조건 형사처벌하는 것은 '시민적,정치적 권리에 대한 국제 규약'(B규약)을 위반한 것"이라고 판단하였으며, 한국 정부에 '이들을 구제하고 이들의 권리를 인정하는 법률을 제정하라'고 권고하였다. 이는 양심적 병역 거부로 실형을 선고받은 여호와의 증인 신도 488명이 유엔에 낸 개인청원 가운데 정씨 등 100명의 청원을 이 위원회가 심의한 결과다. 현재 한국에는 900여 명이 구금되어 있다.

## 2011년4월 3일
- 안도라에서 안토니 마르티니가 이끄는 민주당이 총선에서 28석 중 20석을 얻어 과반수를 차지하게 되었다.

## 2011년4월 1일
- 대한민국의 동남권 신공항 계획이 백지화되었다.